# 마리오 갈리노비치
마리오 갈리노비치(크로아티아어: Mario Galinović, 1976년 11월 15일, 오시예크-바라냐 주 오시예크 ~)는 크로아티아의 전직 축구 선수로, 현역 시절 골키퍼로 활약했다. 그는 현재 카디프 시티의 골키퍼 코치이다.

## 클럽 경력

### 오시예크
갈리노비치는 크로아티아 1부 리그의 오시예크에서 프로 무대 신고식을 치렀고, 1993년부터 2002년까지 오시예크의 1군에서 활약하며 1998년에는 UEFA컵에 참가했고, 1999년에는 흐르바츠키 쿠프 우승을 거두었다. 2002년에는 또다른 크로아티아 1부 리그의 구단 카멘 인그라드로 이적해 2년 동안 주전 골키퍼로 활약했다. 그는 카멘 인그라드에서 독일 샬케 04와의 2003년 UEFA컵 경기에서의 활약으로 회자되는데, 겔젠키르헨에서 열린 2차전에서 경기 종료 14분을 앞두고 실점하여 합계 0-1로 석패했다.

### 파나티나이코스
그는 2004년 7월에 자유이적으로 파나티나이코스에 입단했다. 그는 파나티나이코스에서 2004년 9월에 로센보르그를 상대로 챔피언스리그 경기에 출전했는데, 이는 그의 첫 챔피언스리그 출전 경기였다. 뒤이어 세비야와의 2005년 2월 UEFA컵 3차전 2번의 경기에 모두 출전했고, 합계 1-2로 석패했다. 그는 2005-06 시즌 챔피언스리그에서 주전 골키퍼로 활약하며 6번의 조별 리그 경기에 모두 출전했지만 16강 진출이 좌절되었다.
그는 20번의 경기에 출전해 7번 무실점으로 틀어막았다. 또한, 이 경기들 중에는 바르셀로나와 인테르나치오날레와의 경기도 포함되어 있다. 그는 3경기 연속 무실점으로 막아내기도 했다.

### 카발라
2010년 여름, 갈리노비치는 수페르리가 엘라다의 카발라로 이적했다.

### 케르키라
2011년 8월, 갈리노비치는 케르키라 섬을 연고로 하는 수페르리가 엘라다의 케르키라와 1년 계약을 맺었다.

## 국가대표팀 경력
갈리노비치는 1999년 6월 13일, 서울에서 열린 이집트와의 코리아 컵 친선 대회 경기에서 크로아티아 국가대표팀 경기에 처음 출전했다. 그는 이후 몇 년동안 국가대표팀과 연을 맺지 못했다.
그러나, 슬라벤 빌리치 감독이 2006년 여름에 크로아티아 국가대표팀 지휘봉을 잡으면서 갈리노비치는 국가대표팀에 복귀해 유로 2008 예선에 참가했다. 그는 주로 스티페 플레티코사와 베드란 루네에 이어 크로아티아의 3번째 골키퍼로 차출되었고, 예선전에서 한 경기도 출전했지만, 그러나, 그는 슬로바키아와의 2007년 10월 친선경기에 2번째 국가대표팀 경기를 치렀는데, 루네를 대신해 후반전에 교체로 들어갔다. 이 경기는 3-0 완승으로 끝났다. 이 경기 이후로 갈리노비치는 더 이상 국가대표팀 경기에 출전하지 못했다.
갈리노비치는 오스트리아와 스위스에서 열린 유로 2008에서 크로아티아의 23인 최종 명단에 이름을 올렸지만, 크로아티아가 출전한 4경기 중 플레티코사가 3경기, 루네가 1경기에 출전하면서 한 경기도 출전하지 못했다. 그는 이 대회에 참가한 크로아티아 선수들 중 유일하게 출전하지 못했다.

## 감독 경력
2023년 6월, 갈리노비치는 챔피언십의 카디프 시티 골키퍼 코치로 명명되었다.

## 경력 통계

### 국가대표팀
출처:
| 크로아티아 국가대표팀 | 크로아티아 국가대표팀 | 크로아티아 국가대표팀 |
| 연도                  | 출장                  | 골                    |
| --------------------- | --------------------- | --------------------- |
| 1999                  | 1                     | 0                     |
| 2007                  | 1                     | 0                     |
| 합계                  | 2                     | 0                     |

## 수상
오시예크
- 흐르바츠키 쿠프: 1999

파나티나이코스
- 수페르리가 엘라다: 2009–10
- 그리스 컵: 2009–10